# Apollo’s Chariot
Apollo’s Chariot in Busch Gardens Williamsburg (Williamsburg, Virginia, USA) ist die erste Stahlachterbahn vom Modell Hyper Coaster des Herstellers Bolliger & Mabillard und wurde am 27. März 1999 eröffnet.

## Hinweise

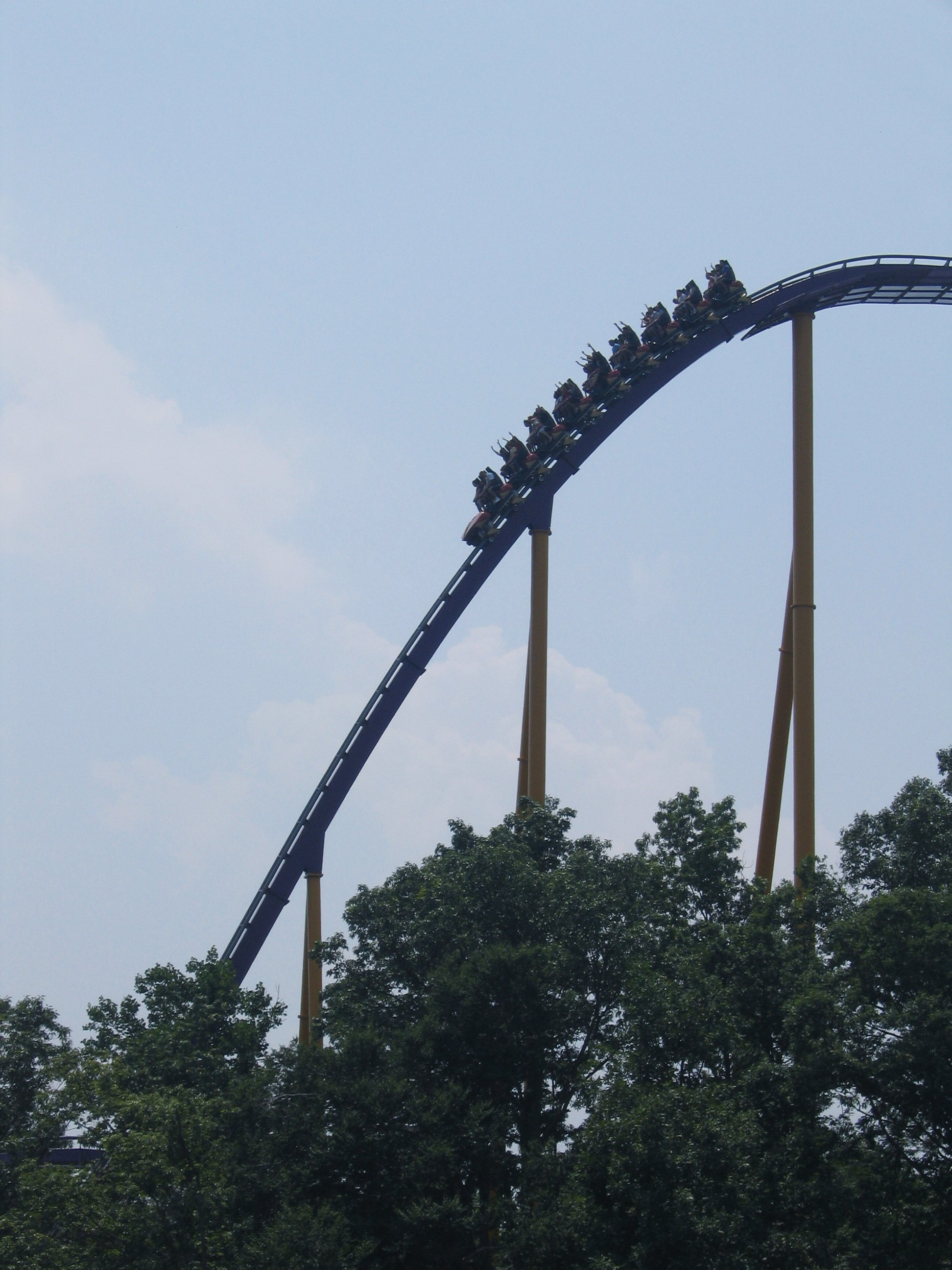
Die erste Abfahrt

Nach dem Lifthill folgt nicht sofort der First Drop, sondern es befindet sich dazwischen ein langer Predrop, um die Zugkette des Lifthills zu entlasten. Allerdings wurde bei den folgenden Hyper Coaster des Herstellers der Predrop weggelassen. Lediglich der kurz nach Apollo’s Chariot Eröffnung eröffnete Raging Bull in Six Flags Great America verfügt noch über einen Predrop. Dieser ist jedoch um einiges kürzer als der von Apollo's Chariot.
Am 30. März 1999 – dem Pressetag – wurde Modell Fabio während der Fahrt von einer Gans im Gesicht getroffen.

## Züge
Apollo’s Chariot besitzt drei Züge mit jeweils neun Wagen. In jedem Wagen können vier Personen (eine Reihe) Platz nehmen. Als Rückhaltesystem kommen Schoßbügel zum Einsatz.